# America Live
America Live è il primo album dal vivo del gruppo folk rock statunitense America, pubblicato nel 1977.

## Tracce
1. Tin Man (Dewey Bunnell) – 3:38
2. Muskrat Love (Willis Alan Ramsey) – 3:07
3. I Need You (Gerry Beckley) – 2:41
4. Old Man Took (Bunnell) – 3:29
5. Daisy Jane (Beckley) – 3:04
6. Company (Bunnell) – 3:21
7. Hollywood (Bunnell) – 3:51
8. Sergeant Darkness (Beckley) – 2:56
9. Amber Cascades (Bunnell) – 2:47
10. To Each His Own (Beckley) – 3:16
11. Another Try (Beckley) – 2:59
12. Ventura Highway (Bunnell) – 3:28
13. Sister Golden Hair (Beckley) – 3:26
14. A Horse with No Name (Bunnell) – 4:18